# Байрон (город, Миннесота)
Байрон (англ. Byron) — город в округе Олмстед, штат Миннесота, США. На площади 3,7 км² (3,7 км² — суша, водоёмов нет), согласно переписи 2002 года, проживают 3500 человек. Плотность населения составляет 948,9 чел./км². 
- Телефонный код города — 507
- Почтовый индекс — 55920
- FIPS-код города — 27-09154[1]
- GNIS-идентификатор — 0640721[2]